# Herzogenbuchsee
Herzogenbuchsee é uma comuna da Suíça, situada no distrito administrativo de Alta Argóvia, no cantão de Berna. Tem 9,85 km² de área e sua população em 2018 foi estimada em 7.197 habitantes.